# دبة حانوت (العقبة)
دبة حانوت منطقة سكنية تقع في لواء القويرة، محافظة العقبة في الأردن. تنتمي المنطقة لقضاء القويرة الذي يضم 10 مناطق. يقدر عدد سكانها بـ 1560 نسمة حسب إحصاء 2015.

## الوصلات الخارجية
- دائرة الاحصاءات العامة